# 吴大学短期大学部
吴大学短期大学部（日语：／ Kure Daigaku Tanki Daigakubu *），简称吴短，是过去一所位于日本广岛县吴市的私立短期大学。前身是吴女子短期大学（日语：／ Kure Joshi Tanki Daigaku *）。

## 概要

### 简介
- 短期大学为于1986年开办[1]、由学校法人广岛文化学园经营。招生到于2005年、停办于2007年[2]。为男女同校从1997年。「究理实践」为学园训。

### 历史
- 1986年 吴女子短期大学成立并同时设置两个学科、以下列举。
  - 生活学科[注 3]
  - 经营信息学科（改编为地区信息学科于2002年、再次改编为）
- 1989年 经营信息学科分离为两个专攻、以下列举[2]。
  - 信息专攻[注 5]
  - 秘书专攻[注 5]
- 1997年 改校名为吴大学短期大学部、开始招収男学生[1]。
- 2005年 最后一年招生、次年停止招生（正式停办于2007年9月14日[2]）。

## 学校环境
- 校区：在了广岛县吴市[注 1]

## 历任校长
- 坂田正二：第一代短期大学校长[3]。

## 组织

### 学科
- 群体设计学科[注 2]

### 前学科
| - 生活学科 - 经营信息学科 - 信息专攻 - 秘书专攻 |

### 专科
| - 没有 |

### 业余课程
| - 没有 |

## 相关链接
- 日本短期大学列表
- 广岛文化学园短期大学